# Мария Николаевна (дочь Николая I)
Мари́я Никола́евна (6 [18] августа 1819, Павловск — 9 [21] февраля 1876, Санкт-Петербург) — великая княгиня Российской империи из дома Гольштейн-Готторп-Романовых, старшая дочь императора Николая I и сестра Александра II; в первом браке с франко-немецким принцем Максимилианом Богарне — родоначальница аристократического рода герцогов и князей императорской крови Лейхтенбергских-Романовских. Президент Императорской Академии художеств (с 1852), первая хозяйка Мариинского дворца в Санкт-Петербурге.

## Биография

### Рождение
Великая княжна Мария Николаевна родилась 6 (18) августа 1819 года в Павловске. Она была старшей дочерью и вторым ребёнком в семье великого князя Николая Павловича и великой княгини Александры Фёдоровны, урождённой принцессы Шарлотты Прусской. Рождение девочки не стало радостным событием для отца. Александра Фёдоровна писала:
Действительно, я легла и немного задремала; но вскоре наступили серьёзные боли. Императрица предупреждённая об этом, явилась чрезвычайно скоро, и 6 августа 1819 г., в третьем часу ночи, я родила благополучно дочь. Рождение маленькой Мари было встречено её отцом не с особенной радостью: он ожидал сына; впоследствии он часто упрекал себя за это и, конечно, горячо полюбил дочь.
Её родители уделяли много внимания воспитанию своих детей и дали им прекрасное образование. В конце 1820-х годов Мария живёт вместе со своими сёстрами в обращённых окнами в Большой двор помещениях западного корпуса Зимнего дворца (в экспозиции современного Эрмитажа — залы 160—165). Отдельные апартаменты в южной части западного корпуса дворца (ныне залы № 170, 169, 168, 945), с видом на Адмиралтейство, Мария Николаевна получила в 1836 году.

### Внешность и характер
Современники отмечали похожесть великой княгини на отца как внешностью, так и характером. Полковник Ф. Гагерн, который сопровождал нидерландского принца Александра в Россию, отзывался о ней в своём дневнике:
Старшая, великая княгиня Мария Николаевна, супруга герцога Лейхтенбергского, мала ростом, но чертами лица и характером — вылитый отец. Профиль её имеет большое сходство с профилем императрицы Екатерины в годы в её юности. Великая княгиня Мария — любимица отца, и полагают, что в случае кончины императрицы она приобрела бы большое влияние. Вообще, кто может предвидеть будущее в этой стране? Великая княгиня Мария Николаевна обладает, конечно же, многими дарованиями, равно как и желанием повелевать; уже в первые дни замужества она приняла в свои руки бразды правления.
Астольф де Кюстин, присутствовавший на свадьбе великой княжны, так описывал её:
Юная невеста полна грации и чистоты. Она белокура, с голубыми глазами, цвет лица нежный, сияющий всеми красками первой молодости. Она и её сестра, великая княжна Ольга, казались мне самыми красивыми из всех, находившихся в церкви.

## Герцогиня Лейхтенбергская

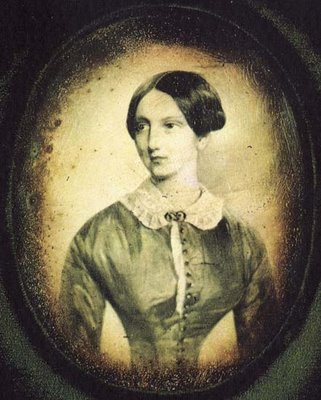
Великая княгиня Мария Николаевна. Даггеротип с акварели В. И. Гау. 1840

В отличие от многих принцесс того времени, чьи браки заключались по династическим соображениям, Мария Николаевна вышла замуж по любви. Со своим избранником, герцогом Максимилианом Лейхтенбергским, младшим сыном Евгения Богарне и внуком императрицы Жозефины она познакомилась летом 1837 года, во время своего пребывания с родителями в Баварии. Молодые люди понравились друг другу, и в сентябре принц был приглашён в Херсон на кавалерийские манёвры. Год спустя он вновь приехал в Петербург и 23 октября 1838 года в Царском Селе был помолвлен с великой княжной Марией Николаевной. 5 декабря состоялось их торжественное обручение в церкви Эрмитажа. Несмотря на происхождение Максимилиана и его вероисповедание (он был католиком), Николай I дал согласие на брак с ним своей дочери, пожелавшей жить с мужем в России, а не за границей.
Свадьба состоялась 2 июля 1839 года и проходила по двум обрядам: православному и католическому. Венчание состоялось в Большой домовой церкви Спаса Нерукотворного  Зимнего дворца. Перед благословением в церковь были выпущены два сизых голубя, которые уселись на карнизе над головами молодых и находились там в течение всей церемонии. Венец над Марией держал её брат — цесаревич Александр, над герцогом — граф Пален. По окончании церемонии хор исполнил «Тебя, Бога, хвалим», а пушечные выстрелы возвестили о совершившемся бракосочетании. Позднее в одной из дворцовых зал, специально приспособленной для этой цели, состоялось брачное благословение пары католическим священником. Несмотря на огромное число присутствующих, в том числе дипломатов и их супруг, на бракосочетании не присутствовали родственники герцога Лейхтенбергского, а также принцы родственных Романовым домов. Граф Сухтелен заметил в разговоре с Фридрихом Гагерном:
Государю очень неприятно, что к этому торжеству не явился ни один из принцев родственных домов; он это поставил бы очень высоко также и потому, что этот брак находил оппозицию в самой России и не нравился иностранным дворам.
 Поселились молодожёны в южном корпусе Зимнего дворца в специально отделанных архитектором Александром Брюлловым помещениях надворной анфилады, получивших впоследствии наименование Первая запасная половина (ныне залы № 290—301), где пребывали до окончания отделки Мариинского дворца. Также среди свадебных подарков императора дочери было имение Сергиевка в Петергофе, где супруги возвели великолепный дворец. Указом от 2 (14) июля 1839 года император пожаловал Максимилиану титул Его Императорского Высочества, а указом от 6 (18) декабря 1852 года даровал потомкам Максимилиана и Марии Николаевны титул и фамилию князей Рома́новских. Дети Максимилиана и Марии Николаевны были крещены в православие и воспитывались при дворе Николая I, позднее император Александр II включил их в состав Российской Императорской фамилии.
Брак Марии Николаевны, заключённый по любви, с годами превратился в формальность. По словам А. Ф. Тютчевой, герцог Максимилиан был «красивый малый, игрок и кутила», страдавший от властного характера жены. Сама Мария Николаевна занималась благотворительностью и уделяла много времени светской жизни. Она курила сигары и кокетничала с кавалерами. Порой она вела себя неприлично, и её излишне свободные манеры заставляли домысливать то, чего в действительности не было. Всё это служило источником сплетен. В обществе ходили слухи о романе Марии Николаевны с князем А. И. Барятинским и А. Н. Карамзиным. К 1847 году герцог Лейхтенбергский был уже тяжело болен чахоткой, от которой безуспешно лечился в Эстляндии и на Мадейре. Он умер 1 ноября 1852 года в Петербурге.

## Второй брак

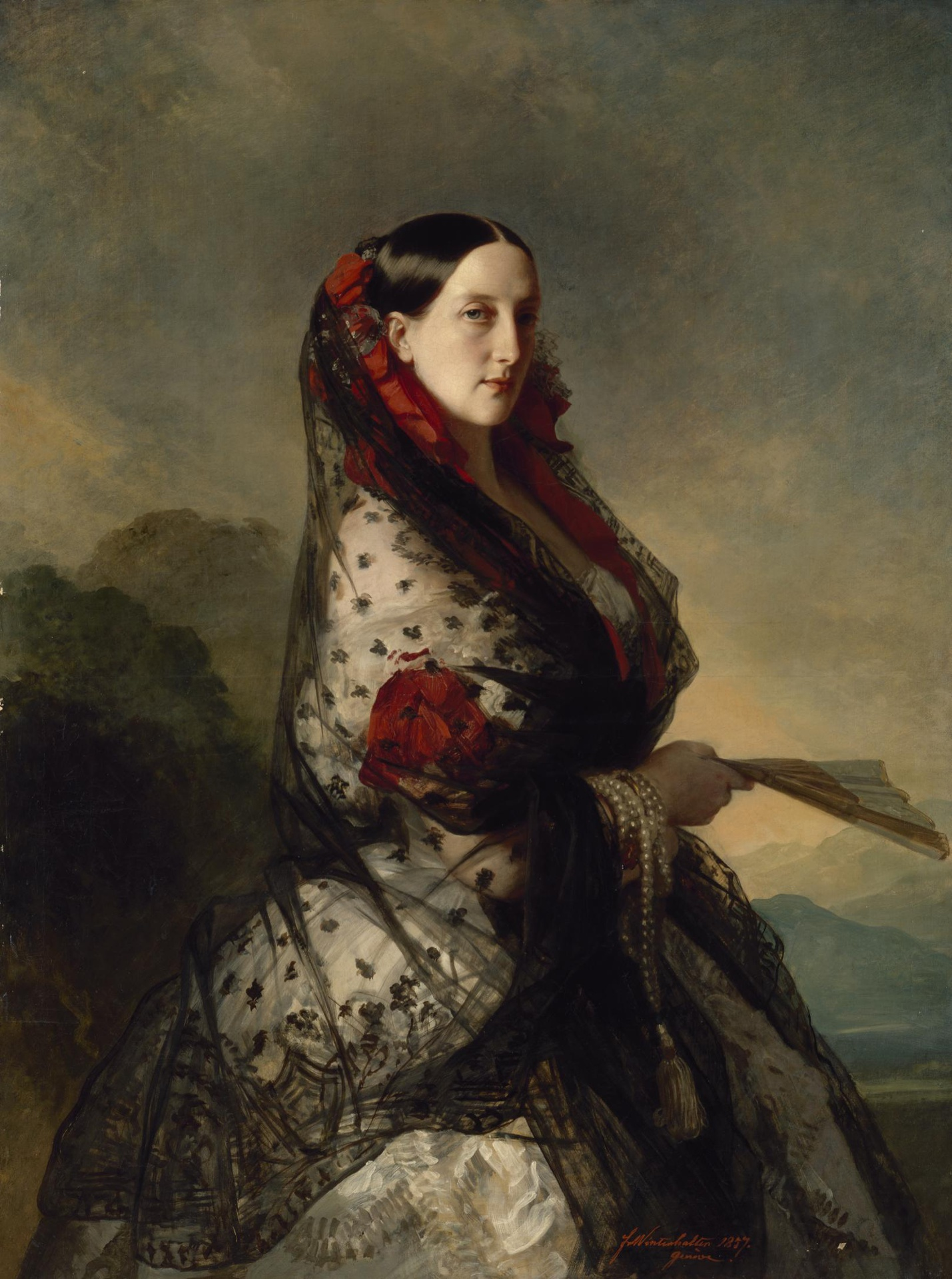
Портрет Марии Николаевны кисти Ф. К. Винтергальтера (1857) Государственный Эрмитаж

Ещё при жизни мужа у Марии Николаевны началась любовная связь с графом Григорием Александровичем Строгановым (1823—1878). Их венчание совершил 13 (25) ноября 1853 года в дворцовой церкви Мариинского дворца священник Троицкой церкви Гостилицкой усадьбы Татьяны Борисовны Потёмкиной Иоанн Стефанов. Этот брак был морганатическим, заключённым втайне от отца Марии Николаевны императора Николая I при содействии наследника и его жены. По словам Анны Тютчевой, брак этот подвергал Марию Николаевну «настоящей опасности, если бы стал известен её отцу» и в подобном случае император вполне мог его расторгнуть, сослав Строганова на Кавказ и заточив любимую дочь в монастырь. После смерти Николая I брак был признан законным особым Актом, подписанным Александром II и императрицей Александрой Фёдоровной 12 (24) сентября 1856 года в Москве. Брак при этом остался тайным:

«1., Какъ вторый брачный союзъ Великой Княгини МАРІИ НИКОЛАЕВНЫ, хотя и получающій нынѣ по волѣ НАШЕЙ, силу законнаго, долженъ однакоже оставаться безъ гласности, то ЕЯ ИМПЕРАТОРСКОЕ ВЫСОЧЕСТВО обязывается каждый разъ, въ случаѣ беременности, удаляться на время родовъ, отъ столицъ и другихъ мѣстъ пребыванія ИМПЕРАТОРСКОЙ Фамиліи.

2., Графъ Григорій Строгановъ можетъ имѣть помѣщеніе въ С[анктъ] Петербургскомъ и загородныхъ Дворцахъ Великой Княгини МАРІИ НИКОЛАЕВНЫ, но не иначе, какъ по званію причисленнаго ко Двору ЕЯ. Онъ не долженъ являться съ НЕЮ, какъ супругъ ЕЯ, ни въ фамильныхъ, ни въ иныхъ собраніяхъ Дома или Двора НАШЕГО, а равно и ни въ какомъ публичномъ мѣстѣ, и вообще предъ свидѣтелями. Прогулки съ Великою Княгинею запросто онъ можетъ дозволять себѣ только въ собственныхъ садахъ ЕЯ ВЫСОЧЕСТВА: С[анктъ] Петербургскомъ и Сергіевскомъ, но отнюдь не въ Петергофскомъ, и другихъ ИМПЕРАТОРСКИХЪ, гдѣ они могли бы встрѣчаться съ гуляющими, или проѣзжающими и проходящими»
 Избегая светских разговоров, супруги предпочитали проводить время за границей, сначала в Женеве, а потом в Риме. Не найдя счастья во втором браке, в 1862 году Мария Николаевна поселилась во Флоренции на вилле Кватро, и с помощью художника и коллекционера Карла Лифара стала приобретать произведения искусства для украшения своей новой резиденции. По словам Д. А. Милютина, она «совершенно выделялась из той среды, в которой родилась и выросла, страстная и своеобычная натура её не могла подчиниться условному, стеснявшему, лишенному внутреннего содержания формализму дворцовой жизни и царской семьи. Живя за границей, она позволяла себе разные эксцентричности, держала себя как простая смертная, тон её, речи, обращения были крайне развязны и бесцеремонны, только профиль её напоминал, что она дочь императора Николая. В последние годы она вдруг сильно опустилась и так исхудала, что трудно было её узнать».
Умерла Мария Николаевна 9 (21 февраля) 1876 года в 01:05 ночи в Санкт-Петербурге в возрасте 56 лет после продолжительной и мучительной болезни. Согласно протоколу вскрытия тела, она страдала давним катаром желудочно-кишечного канала и воспалением печени, в последние шесть лет у неё развилась Базедова болезнь, что привело к расстройству сердечно-сосудистой системы и появлению водянки. Так, по словам П. А. Валуева, «завершилась жизнь, обильная светом и тенями. Первое замужество, жизнь в Мариинском дворце, затем вторичное, сперва безгласное, потом гласное супружество, странническая жизнь между Петербургом, Кватро, Сергиевкой, лихорадочное занятие искусством, домашние огорчения. Наконец, гробница в Петропавловской крепости. На похоронной процессии сыновья её следовали пешком за колесницей, император был верхом. Из войск были Преображенский полк, конная гвардия и одна батарея. Сонм гражданских сановников был бледен и неблистателен. Графа Строганова не было ни при перевозе тела великой княгини, ни при погребении. Говорили, что он сказал, что с её жизнью пресеклось и его отношение к ней».

## Память
В честь великой княгини Марии Николаевны названа бухта Марии (Японское море, залив Советская Гавань; залив нанесён на карту в 1853 году Н. К. Бошняком).

## Дети

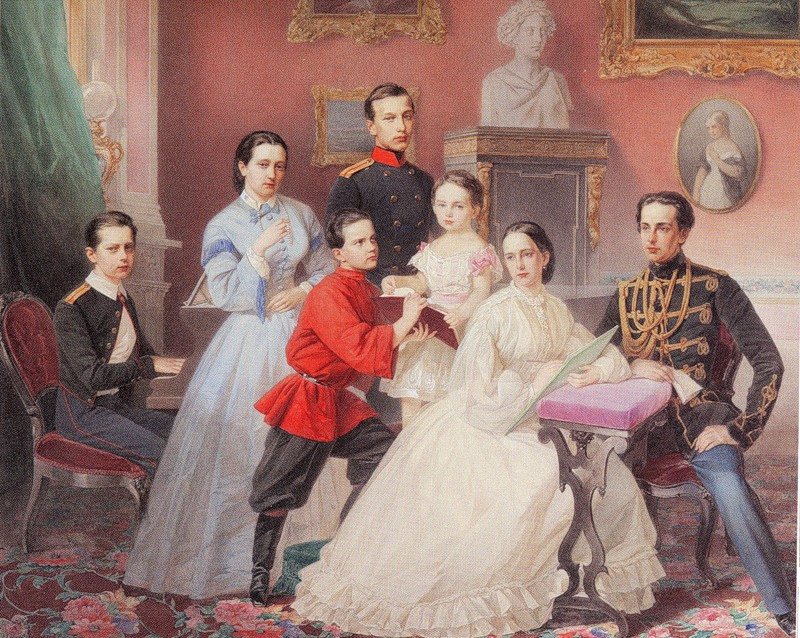
Дети Марии Николаевны

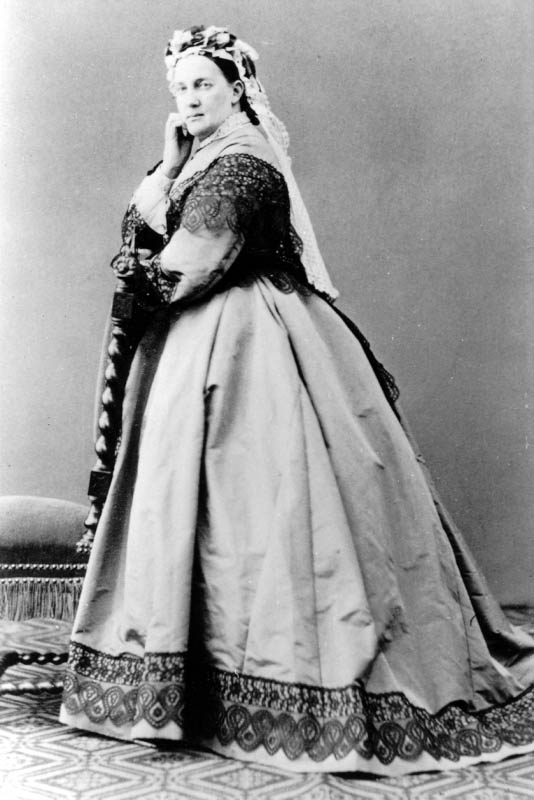
Великая княгиня Мария Николаевна

В первом браке с герцогом Максимилианом Лейхтенбергским у Марии Николаевны родилось семеро детей, рождение которых было окружено некой тайной. Историк П. И. Бартенев, считал, что Мария Николаевна родила от мужа только четверых старших детей, а затем отлучила его от своего ложа. По мнению С. Ю. Витте, «последние сыновья в отношение родства с Лейхтенбергским находились под знаком сомнения». «Всем было известно, — писал А. А. Половцев, — что герцог Георгий — сын Григория Строганова». Дети:
- Александра (1840—1843), герцогиня Лейхтенбергская. Барон М. Корф писал в дневнике: «Вчера 28 марта 1840 года в три часа пополудни разрешилась великая княгиня Мария Николаевна дочерью. Примечательно, что девять месяцев со дня свершения брака (2 июля) минет ещё только 2 апреля. После обеда часу в 6 видел уже Государя покупавшим в Английском магазине браслет, вероятно, для новоразрешившейся»[17]. Скончалась 31 июля 1843 года от коклюша и была похоронена в Петропавловском соборе в присутствии только императора и наследника, без кого-либо постороннего. Матери её, только разрешившейся от бремени, объявили её утрату только 4 августа.
- Мария (1841—1914), в 1863 вышла замуж за Вильгельма Баденского, младшего сына герцога Баденского Леопольда;
- Николай (1843—1891), 4-й герцог Лейхтенбергский, с 1868 года был женат морганатическим браком на Надежде Сергеевне Анненковой, в первом браке — Акинфовой (1840—1891);
- Евгения (1845—1925), вышла замуж за А. П. Ольденбургского
- Евгений (1847—1901), 5-й герцог Лейхтенбергский, был женат первым морганатическим браком на Дарье Константиновне Опочининой (1845—1870), вторым морганатическим браком с 1878 года на Зинаиде Дмитриевне Скобелевой (1856—1899), сестре генерала Скобелева;
- Сергей (1849—1877), герцог Лейхтенбергский, убит в Русско-турецкую войну;
- Георгий (1852—1912), 6-й герцог Лейхтенбергский, был женат первым браком на Терезе Ольденбургской (1852—1883), вторым браком на Анастасии Черногорской (1868—1935).

Дети от второго брака:
- Григорий (09.05.1857[18]—1859), граф Строганов, родился в Петербурге, крещен 6 июня 1857 года в церкви Мариинского дворца при восприемстве брата Николая и сестры Марии. Похоронен на кладбище Тестаччо в Риме.
- Елена (1861—1908), графиня Строганова, замужем сначала за Владимиром Алексеевичем Шереметевым (1847—1893), флигель-адъютантом, командиром императорского конвоя; затем — за Григорием Никитичем Милашевичем (1860—1918), офицером свиты Его императорского величества.

## Президент Академии Художеств
С 1845 года официальной резиденцией князей Лейхтенбергских в Санкт-Петербурге стал Мариинский дворец, названный так в честь Марии Николаевны. Она и её муж активно занимались благотворительностью. Максимилиан Лейхтенбергский был президентом Академии художеств, после его смерти в 1852 году Мария Николаевна, увлекавшаяся коллекционированием произведений искусства, сменила его на этом посту.